# Semana (revista de Colombia)
Semana es una revista impresa, medio de opinión y comunicación colombiano con tendencia conservadora. Fue fundada en 1946 por el político y expresidente de Colombia Alberto Lleras Camargo, y refundada en 1982 por el periodista Felipe López Caballero.
En 2019 comenzó la adquisición de la revista por el grupo financiero Gilinski Group, proceso que se consolidó en 2020 y momento desde el cual la revista se transformó, enfocando sus esfuerzos en el aspecto digital y nombrando en la dirección general a Vicky Dávila. Dicha transformación ocasionó la renuncia de la gran mayoría de periodistas del equipo investigativo y de columnistas de opinión que hicieron parte de la revista durante décadas, incluidos Ricardo Calderón, Antonio Caballero Holguín, María Jimena Duzán, Alejandro Santos, Vladdo entre otros.
Con los cambios ocurridos, la línea editorial de la revista pasó de ser de corte progresista a ser conservadora afín a figuras políticas como el expresidente Álvaro Uribe y el Gobierno de Iván Duque. Según el ex-columnista de la publicación Daniel Coronell, Gabriel Gillinsky le dijo que su propósito era convertir a la revista Semana en el Fox News colombiano, haciendo referencia a la cadena estadounidense conocida por sus posiciones de derecha.
Por muchos años, la revista gozó de bastante aceptación en el país, a raíz de los múltiples reportajes que publicó a lo largo de su historia, teniendo como primicia muchos de esos reportajes, que destaparon escándalos como Odebrecht o la parapolítica. También se le consideró importante por haber abarcado la época más convulsionada en la historia del país y llegó a ser considerada la revista más influyente dentro de Colombia. Contó con la colaboración de algunos de los periodistas más conocidos y reputados de Colombia, como Daniel Coronell y Gabriel García Márquez.

## Historia

### Primera aparición
La revista fue fundada a mediados de 1946 por el abogado y experimentado periodista Alberto Lleras Camargo,  justo después de terminar su período presidencial, tras cumplir con su encargo presidencial por la renuncia del titular, Alfonso López Pumarejo, en 1945. La revista fue vocera del ideario del Partido Liberal, y con su estilo buscaba emular el de la revista estadounidense Time. Respecto de su similitud con Time, se cuenta que Lleras le dijo a Foreroː

"Álvaro, quiero que me copie exactamente el diseño y el formato de esta revista"
Albero Lleras Camargo, 1946

Lleras y Álvaro Forero se asociaron con la litografía de Benjamín Villegas, y nombraron como gerente de la publicación a un joven periodista de 20 años llamado Abdón Espinosa Valderrama (futuro ministro de Hacienda en los años 70). La primera edición de la revista salió al mercado un viernes 24 de octubre de 1946, siendo portada de la publicación el entonces presidente Mariano Ospina Pérez.
La revista contó con la participación del periodista Alberto Zalamea, de los caricaturistas Jorge Franklin y Héctor Osuna y del pintor Omar Rayo, quien ilustraba las portadas de la revista.[cita requerida] Su último director fue Fernardo Gillén Martínez, cuyo hijo también periodista, Gonzalo Guillén, trabajó en el Nuevo Herald.
De acuerdo con Forero, la dirección de la revista pasó por las manos de varias personalidades de ambos partidosː El escritor Juan Lozano y Lozano, Hernando Téllez, Edy Torres, el educador Mario Laserna Pinzón (abuelo de Paloma Valencia), Mauricio Obregón, Luis Sornoza, Alberto Montezuma y el propio Alberto Zalamea; también estuvo a su cargo el político conservador Belisario Betancur, quien transformó la publicación en un medio conservador.
Bajo la faceta liberal, la revista circuló hasta 1961 luego de una publicación donde se atacaba al castrismo.

### Refundación

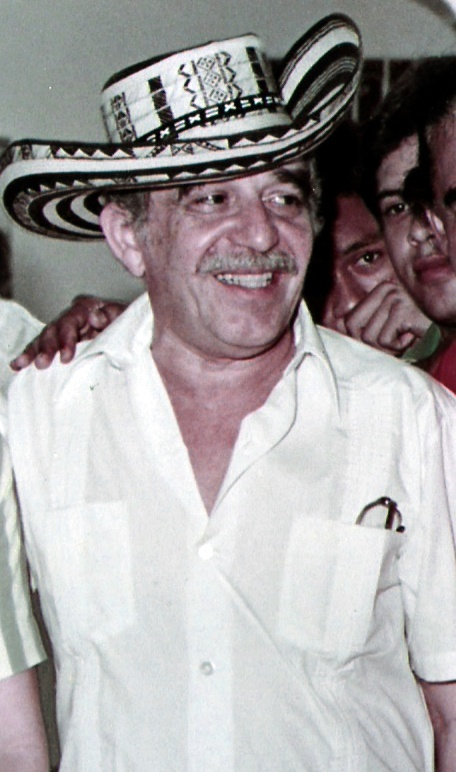
García Márquez en los años 80.

De acuerdo con Vladdo, caricaturista de la revista, el proyecto de refundación de la revista se remontaba a los años 1970, pero tuvo que ser aplazado por su ideólogo, Felipe López Caballero, porque su padre, Alfonso López Michelsen lo nombró secretario presidencial durante su mandato presidencial entre 1974 y 1978.
En la década de 1980, luego de trabajar como productor de cine, López retomó el proyecto, comprando equipos usados por la otrora revista de izquierda Alternativa, muy popular en la década de 1970. La revista contaba con el apoyo del escritor Gabriel García Márquez y el también periodista Enrique Santos, quienes apoyaron a López en la creación de Semana.
Para poder usar el nombre Semana, López le pidió autorización a Alberto Zalamea, dueño de la marca, quien se la negó en un principio, puesto que quien tomaba la decisión final era el expresidente Alberto Lleras (a quien perteneció la revista durante los años 40, 50 y 60). Luego de negociaciones con amigos en común, apoyado por el empresario Julio Mario Santo Domingo (pariente del fallecido expresidente López Pumarejo), Lleras Camargo le permitió a Zalamea cederle los derechos de la marca a López.

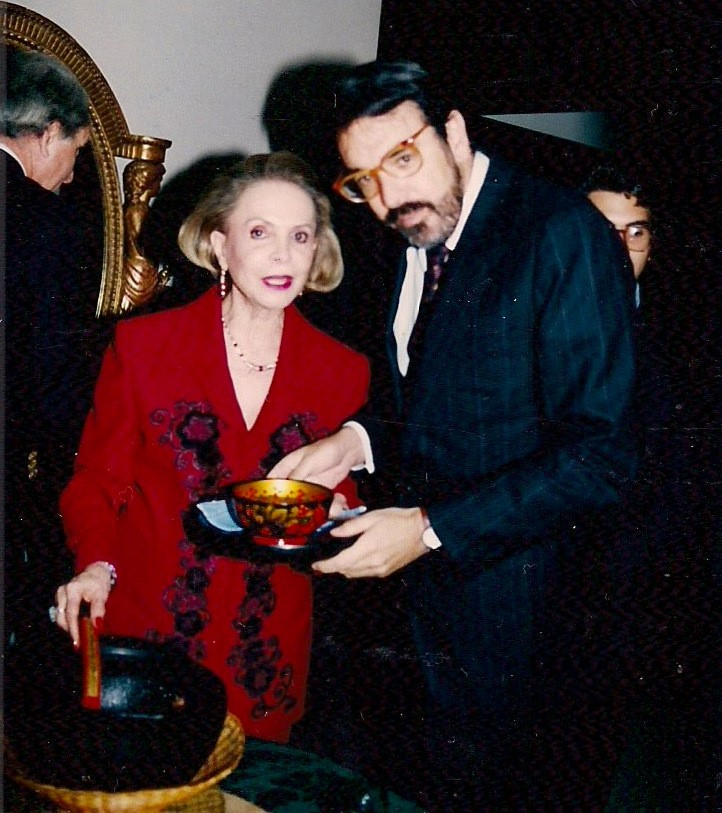
Felipe López Caballero, refundador de Semana.

La primera edición de la nueva Semana salió al mercado el viernes 12 al 18 de mayo de 1982, conservando la costumbre de antaño de la publicación semanal de la revista. López asumió la dirección hasta 1983. Lo sucedieron el escritor Plinio Apuleyo Mendoza y luego la periodista María Elvira Samper, quien estuvo en el cargo hasta 1991. Mauricio Vargas Linares dirigió la publicación entre 1992 y 1997.
En un principio la revista tuvo detractores por la obvia relación de la publicación con la familia López, acusándola de ser un apéndice propagandístico de los ideales liberales, como lo fue en antaño, y peor aún, afín a los intereses presidenciales del expresidente López Michelsen (quien estaba de campaña por esos días); por el contrario, en un principio ni la revista se politizó ni la familia López intervino en ella; como muestra de ello el tío de López Caballero, Jaime Michelsen Uribe, dueño del conglomerado Grupo Grancolombiano, se negó a financiar el proyecto, por considerarlo poco serio y pasajero.

#### Persecución del narcotráfico y otras cuestiones
El escenario político empezó a cambiar en 1983, con la denuncia de un congresista sobre la supuesta recepción de dineros de la mafia por parte del entonces ministro de Justicia Rodrigo Lara Bonilla. El ministro respondió a esta denuncia acusando al suplente del congresista de ser un narcotraficante, un hombre de mediana edad llamado Pablo Escobar. La noticia se hizo pública y el enfrentamiento entre Lara y Escobar fue cubierto por los medios más importantes del país. Incluso Semana le hizo seguimiento al caso.
Sin embargo Escobar ya era entonces reconocido por el artículo "Un Robin Hood Paisa", que lo mostró como hombre de negocios y filántropo, publicado en la revista meses atrás.
Uno de los periodistas insignes de la época fue Gabriel García Márquez. Se le conoció por sus características portadas además de sus promociones, tales como cajas de herramientas, libros, despertadores con teléfono, etc. todo promocionado por Fernando González Pacheco.

#### Años 1990
En 1991 la revista cambió a su actual logotipo. En 1992 Escobar se fugó de la "cárcel de máxima seguridad" La Catedral, y Semana avivó el debate sobre la fuga que no tendría retorno, lo cual fue afirmado por los directivos de la revista y sería predicho a la perfección. Esto es importante de mencionar porque nadie creía que el capo se fugaría definitivamente. En 1998 logró la primicia de la primera entrevista que ofrecía alias "Mono Jojoy", miembro del Secretariado de las FARC-EP que en ese momento se encontraba en diálogos de paz con el gobierno de Andrés Pastrana.

### Años 2000
En 2007, con el apoyo del canal privado Caracol y el noticiero Caracol, desarrolló el documental Colombia Vive que relató los sucesos más importantes del país durante 25 años, desde 1982 a 2007. La revista además prestó sus portadas y ayudó con sus investigaciones a nutrir el contenido del documental. La revista entonces celebraba sus 25 años de refundación.
En 2008, recibió el Premio Rey de España, por las investigaciones periodísticas que contribuyeron a destapar el escándalo de la parapolítica.

#### Años 2010
En 2010, con el cierre de la revista Cambio, Semana se convirtió en la única revista de opinión política que circulaba en Colombia. Con motivo de sus 35 años, en 2017 la revista realizó un especial con sus portadas icónicas y publicó ediciones especiales y entrevistas destacadas. 
Adicionalmente, y para competir con la poderosa y exitosa serie de televisión sobre Pablo Escobar que lanzó el canal Caracol, llamada Escobarː El Patrón del Mal (2012), (la cual contaba con archivos de El Espectador), el canal RCN lanzó la serie Alias El Mexicano (2013-2014), que contaba la historia de uno de los socios de Escobar, Gonzalo Rodríguez Gacha, y donde se dio énfasis al papel de Semana en la caza de los narcotraficantes.

#### Años 2020
Tras la compra del 50% de Publicaciones Semana por parte del Grupo empresarial Gilinski a inicios de 2019, la cual ascendió al 100% de las acciones al año siguiente, la revista cambió drásticamente su lineamiento ideológico y se movió hacia el conservadurismo.

## Investigaciones
En 1985, la revista publicó, en su edición 184, un informe sobre los hechos del Palacio de Justicia. En 1986, en su edición 193, la revista hizo públicas las prácticas de ejecución interna del Comando Ricardo Franco bajo el mando de alias Javier Delgado, a quien la prensa comenzó a llamar el «Monstruo de los Andes». También se adjudica haber destapado el paramilitarismo en Colombia. En la edición 315, en 1988, informó sobre las actividades irregulares ocurridas en la zona del Urabá, donde hacendados se estaban armando en contra de las guerrillas comunistas. En 1989 empezó a llamar esas actividades como paramilitarismo.
La revista ha tenido conflictos con las Fuerzas Militares de Colombia, pues ha revelado como el Ejército Nacional, en múltiples ocasiones, ha hecho interceptaciones ilegales y ha ejecutado extrajudicalmente a jóvenes en todo el país, para obtener beneficios al ser presentados como guerrilleros abatidos en combate. Estos escándalos se conocieron como las «chuzadas» y los «falsos positivos», respectivamente. También ha revelado los problemas de corrupción al interior del Ejército Nacional.
El escándalo también implicó al DAS, motivo por el cual fue liquidado meses después.
También revelaron el escándalo de la parapolítica, pues si bien el suceso fue denunciado en 2008 por el entonces senador Gustavo Petro, el cubrimiento noticioso lo hizo Semana a raíz de un computador incautado al jefe paramilitar Jorge 40, y a cuya información Semana tuvo acceso exclusivo en esos días.

## Personal

### Columnistas
- Luis Carlos Vélez
- Salud Hernández-Mora
- Francisco Santos Calderón

### Antiguos columnistas
- Héctor Abad Faciolince
- María Isabel Rueda
- Hernando Gómez Buendía
- Alfredo Rangel
- León Valencia
- José Guarnizo (hasta marzo de 2020)[39]
- Daniel Coronell (hasta abril de 2020)[40]
- Daniel Samper Ospina (hasta abril de 2020)[41]
- Ariel Ávila (hasta octubre de 2020)[42]
- Andrea Aldana (hasta octubre de 2020)[43]
- Mateo Bernal (hasta octubre de 2020)[44]
- Alejandro Santos Rubino (hasta noviembre de 2020)[45]
- María Jimena Duzán (hasta noviembre de 2020)[46]
- Vladdo (caricaturista) (hasta noviembre de 2020)[47]
- Ricardo Calderón (hasta noviembre de 2020)[48]
- José Monsalve (hasta noviembre de 2020)[49]
- Jaime Flórez (hasta noviembre de 2020)[50]
- Johanna Álvarez (hasta noviembre de 2020)[51]
- Juan Pablo Vásquez (hasta noviembre de 2020)[52]
- Federico Gómez Lara (hasta noviembre de 2020)[53]
- Ruby Marcela Pérez (hasta noviembre de 2020)[54]
- Antonio Caballero (hasta noviembre de 2020)[55]
- Rodrigo Pardo García-Peña (hasta noviembre de 2020)[56]
- Mauricio Sáenz (hasta noviembre de 2020)[57]
- Tatiana Jaramillo (hasta noviembre de 2020)[58]

### Directores de la revista
- Alberto Lleras Camargo (1946-1948)
- Juan Lozano y Lozano (1948- 1959)
- Alberto Zalamea (1959-1961)
- Felipe López Caballero (1982)
- Plinio Apuleyo Mendoza (1982-1983)
- María Elvira Samper (1983-1991)
- Mauricio Vargas Linares (1992-1997)
- Roberto Pombo (1991-1992) (codirector)
- Isaac Lee (1997-2000)
- Alejandro Santos Rubino (2000-2020)
- Ricardo Calderón (6 de octubre - 11 de noviembre de 2020)
- Vicky Dávila (2020-2024)
- Yesid Lancheros (2024- )

## Crítica
Según ChatGPT
Según el destacado chat de inteligencia artificial, La revista Semana de Colombia no es neutral; su línea editorial ha sido claramente identificada como conservadora y afín al Centro Democrático, especialmente desde su adquisición completa por parte del Grupo Gilinski en 2020. 
1. 1 2  «'Semana', la revista convertida por los multimillonarios Gilinski en el escudo de la derecha colombiana». eldiario.es.
2. 1 2  «El cuarto de guerra de Petro: variopinto e infiltrado». El País. 2022.
3. 1 2  Dinero. «Revista Semana: 30 años de periodismo con carácter». Revista Semana 30 años de periodismo con carácter. Consultado el 7 de junio de 2020.
4. 1 2  «Gilinski ejerce opción de compra a minoritarios de Semana y se queda con 100% del Grupo». La Republica (en español). 11 de noviembre de 2020. Consultado el 21 de marzo de 2021.
5. ↑  Espectador, El. «Maria Jimena Duzan y siete periodistas más renuncian a Semana». ELESPECTADOR.COM. Consultado el 15 de noviembre de 2020.
6. ↑  «MINGILINSKI». Cambio. 12 de junio de 2022.
7. ↑  «“Semana” cumple 35 años». ELESPECTADOR.COM (en español). 8 de agosto de 2017. Consultado el 7 de junio de 2020.
8. 1 2  «Las revistas en Colombia - Enciclopedia | Banrepcultural». enciclopedia.banrepcultural.org. Consultado el 7 de junio de 2020.
9. ↑  Tiempo, Casa Editorial El (26 de agosto de 2012). «El cerebro detrás de Semana, la revista más influyente del país». El Tiempo. Consultado el 7 de junio de 2020.
10. ↑  «Revistas». Asomedios. Consultado el 7 de junio de 2020.
11. ↑  Vallejo, Maryluz (15 de septiembre de 2004). «Los lectores de Semana (1946-1961): cartas de un país paradójico». Signo y Pensamiento 23 (45): 89-103. ISSN 2027-2731. Consultado el 8 de abril de 2023.
12. 1 2 3  «La mala hora de Semana». Las2orillas. 25 de mayo de 2021. Consultado el 27 de mayo de 2021.
13. 1 2 3 4 5  «Así nació la revista Semana». Vladdomanía. 26 de agosto de 2012. Consultado el 7 de junio de 2020.
14. ↑  Colombia, W. Radio (26 de febrero de 2018). «Gonzalo Guillén, periodista corresponsal del Nuevo Herald, recuerda sobornos de Pablo Escobar en la Constituyente de 1991 | La W Radio | Audio | W Radio Colombia». Gonzalo Guillén, periodista corresponsal del Nuevo Herald, recuerda sobornos de Pablo Escobar en la Constituyente de 1991 | La W Radio | Audio | W Radio Colombia. Consultado el 7 de junio de 2020.
15. ↑  http://www.kienyke.com/2011/02/23/felipe-lopez-el-dueno-de-semana/
16. 1 2  «SEMANA 35 AÑOS». www.semana.com. Archivado desde el original el 6 de mayo de 2020. Consultado el 15 de junio de 2020.
17. ↑  Semana (23 de junio de 1997). «UNA PEQUEÑA HISTORIA». Semana.com   Últimas Noticias de Colombia y el Mundo. Consultado el 8 de abril de 2023.
18. ↑  «ELESPECTADOR.COM». ELESPECTADOR.COM. Consultado el 15 de junio de 2020.
19. ↑  «‘Un Robin Hood paisa’ archivos». Pablo Escobar Gaviria. Consultado el 15 de junio de 2020.
20. ↑  Años, Whiman23en #story • Hace 2 (10 de enero de 2018). «"Un robin hood paisa": Así era reconocido el capo de capos Pablo Emilio Escobar Gaviria!». Steemit (en inglés). Consultado el 15 de junio de 2020.
21. ↑  «Colombia Vive: 25 años de resistencia, un documental para la memoria». Consultado el 15 de junio de 2020.
22. ↑  «Semana recibe premio Rey de España por denunciar la parapolítica 8 de mayo de 2008». Archivado desde el original el 12 de mayo de 2008. Consultado el 13 de junio de 2008.
23. ↑  Tiempo, Casa Editorial El (3 de noviembre de 2013). «Llega la historia de alias el 'Mexicano' a la televisión». El Tiempo. Consultado el 8 de abril de 2023.
24. ↑  «Gacha: el que a hierro mata a hierro muere».
25. ↑  Gilinski ejerce opción de compra a minoritarios de Semana y se queda con 100% del Grupo
26. ↑  Tiempo, Casa Editorial El (10 de febrero de 1995). «Cayó el autor de la Masacre de Tacueyó». El Tiempo. Consultado el 15 de junio de 2020.
27. ↑  Tiempo, Casa Editorial El (1 de julio de 2002). «Dudan de suicidio del Monstruo de los Andes». El Tiempo. Consultado el 15 de junio de 2020.
28. ↑  Abierta, Verdad (23 de enero de 2016). «La guerra que mató la esperanza en Urabá». VerdadAbierta.com. Consultado el 15 de junio de 2020.
29. ↑  CM (2 de septiembre de 2008). «Masacres: la ofensiva paramilitar». VerdadAbierta.com. Consultado el 15 de junio de 2020.
30. ↑  «"El dossier paramilitar", hace 30 años». Revista Enfoque. 26 de abril de 2019. Consultado el 15 de junio de 2020.
31. ↑  Semana. «Escándalo ejercito colombiano: Últimas Noticias de Escándalo ejercito colombiano». Escándalo ejercito colombiano Últimas Noticias de Escándalo ejercito colombiano. Consultado el 15 de junio de 2020.
32. ↑  Semana. «Corrupción en el Ejército colombiano: Últimas Noticias de Corrupción en el Ejército colombiano». Corrupción en el Ejército colombiano Últimas Noticias de Corrupción en el Ejército colombiano. Consultado el 15 de junio de 2020.
33. ↑  Semana. «Espionaje desde el Ejército: Últimas Noticias de Espionaje desde el Ejército». Espionaje desde el Ejército Últimas Noticias de Espionaje desde el Ejército. Consultado el 15 de junio de 2020.
34. ↑  «Chuzadas del DAS». Semana. Archivado desde el original el 22 de octubre de 2017. Consultado el 15 de junio de 2020.
35. ↑  «Acompañamos a Petro: los 'paras'». El Tiempo. 21 de mayo de 2008. Consultado el 15 de junio de 2020.
36. ↑  «Con video de adiestramiento, Petro dice que paramilitarismo vive y mostrará más pruebas». Pulzo. 18 de junio de 2019. Consultado el 15 de junio de 2020.
37. ↑  «El computador de ‘Jorge 40’». Verdad Abierta. 27 de febrero de 1980. Consultado el 15 de junio de 2020.
38. ↑  «Un mes duró cirugía para abrir los computadores de Jorge 40». El Tiempo. 13 de mayo de 2006. Consultado el 15 de junio de 2020.
39. ↑  «Despido de José Guarnizo de la Revista Semana». 17 de marzo de 2020. Consultado el 10 de noviembre de 2020.
40. ↑  «Despido de Daniel Coronell de la Revista Semana». 1 de abril de 2020. Consultado el 10 de noviembre de 2020.
41. ↑  «Renuncia de Daniel Samper Ospina a la Revista Semana». 1 de abril de 2020. Consultado el 10 de noviembre de 2020.
42. ↑  «Despido de Ariel Ávila de la Revista Semana». 19 de octubre de 2020. Consultado el 10 de noviembre de 2020.
43. ↑  «Despido de Andrea Aldana de la Revista Semana». 19 de octubre de 2020. Consultado el 10 de noviembre de 2020.
44. ↑  «Despido de Mateo Bernal de la Revista Semana». 19 de octubre de 2020. Consultado el 10 de noviembre de 2020.
45. ↑  «Renuncia de Alejandro Santos Rubino a la Revista Semana». 10 de noviembre de 2020. Consultado el 10 de noviembre de 2020.
46. ↑  «Renuncia de María Jimena Duzán a la Revista Semana». 10 de noviembre de 2020. Consultado el 10 de noviembre de 2020.
47. ↑  «Renuncia de Vladdo a la Revista Semana». 10 de noviembre de 2020. Consultado el 10 de noviembre de 2020.
48. ↑  «Renuncia de Ricardo Calderón a la Revista Semana». 10 de noviembre de 2020. Consultado el 10 de noviembre de 2020.
49. ↑  «Renuncia de José Monsalve a la Revista Semana». 10 de noviembre de 2020. Consultado el 10 de noviembre de 2020.
50. ↑  «Renuncia de Jaime Flórez a la Revista Semana». 10 de noviembre de 2020. Consultado el 10 de noviembre de 2020.
51. ↑  «Renuncia de Johanna Álvarez a la Revista Semana». 10 de noviembre de 2020. Consultado el 10 de noviembre de 2020.
52. ↑  «Renuncia de Juan Pablo Vásquez a la Revista Semana». 10 de noviembre de 2020. Consultado el 10 de noviembre de 2020.
53. ↑  «Renuncia de Federico Gómez Lara a la Revista Semana». 10 de noviembre de 2020. Consultado el 10 de noviembre de 2020.
54. ↑  «Renuncia de Ruby Marcela Pérez a la Revista Semana». 10 de noviembre de 2020. Consultado el 10 de noviembre de 2020.
55. ↑  «Renuncia de Antonio Caballero a la Revista Semana». 11 de noviembre de 2020. Consultado el 11 de noviembre de 2020.
56. ↑  «Renuncia de Rodrigo Pardo García-Peña a la Revista Semana». 11 de noviembre de 2020. Consultado el 11 de noviembre de 2020.
57. ↑  «Renuncia de Mauricio Sáenz a la Revista Semana». 11 de noviembre de 2020. Consultado el 11 de noviembre de 2020.
58. ↑  «Renuncia de Tatiana Jaramillo a la Revista Semana». 11 de noviembre de 2020. Consultado el 11 de noviembre de 2020.